# Koralniczek
Koralniczek (Eulacestoma nigropectus) – gatunek ptaka z rodziny koralniczków (Eulacestomatidae) będący jej jedynym przedstawicielem. Występuje w górskich regionach Nowej Gwinei. Nie jest zagrożony wyginięciem.

## Występowanie
Koralniczek występuje we wschodniej i środkowej Nowej Gwinei (Indonezja, Papua-Nowa Gwinea), zamieszkując wschodnią część gór Weyland do gór znajdujących się w południowo-wschodniej części Nowej Gwinei.

## Systematyka

### Taksonomia
Takson po raz pierwszy opisany przez Charlesa W. de Visa w 1894 roku pod nazwą Eulacestoma nigropectus. Jako lokalizację holotypu autor wskazał Mount Maneao, w południowo-wschodniej Nowej Gwinei. Pokrewieństwo z innymi taksonami w obrębie Corvides niepewne. Według Aggerbeck i współpracowników oraz Schoddego i Christidisa takson ten jest daleko spokrewniony z kowaliczkami (Neosittidae). Schodde i Christidis zaproponowali w 2014 roku umieszczenie tego taksonu w monotypowej rodzinie Eulacestomatidae. Wcześniej umieszczany był w rodzinie fletówek (Pachycephalidae) lub traktowany jako incertae sedis. Takson monotypowy, nie wyróżniono podgatunków. Uważa się, że osobniki z proponowanego podgatunku clara (góry Weyland na wschód do Mount Hagen oraz gór Kubor) najprawdopodobniej oddzieliły się od głównej populacji w różnych miejscach.

### Etymologia
Nazwa rodzajowa jest połączeniem słów z języka greckiego: ευλακα eulaka – „lemiesz” oraz στομα stoma, στοματος stomatos – „usta”. Nazwa gatunkowa jest połączeniem słów z łaciny: niger – „czarny” oraz pectus, pectoris – „piersi”.

## Morfologia
Długość ciała 12,5–14 cm, masa ciała 19–22 g. Wymiary podane przez P.L. Sclatera w 1904 roku dla samca: długość ciała 110 mm, skrzydła 65 mm, ogona 55 mm, górna część dzioba (culmen) 9 mm, skok 17 mm. Charakterystyczny ptak z grubym, bocznie spłaszczonym dziobem. Górna szczęka o haczykowatym kształcie. Samiec czubek głowy i górne części ciała ma koloru ochrowo-oliwkowego. Czoło, twarz oraz łopatki koloru złotawego, kantarek czarny. Po obu stronach gardła znajdują się duże, koliste, różowe wyrostki. Podbródek, górna część gardła koloru żółtego, dolna część gardła i klatka piersiowa czarna, dolne części ciała koloru oliwkowego. Górna część skrzydeł czarna lub czarniawo-brązowa, lotki na krawędziach oliwkowe, pokrywy skrzydła czarniawe. Długi ogon koloru czarniawo-brązowego, sterówki na krawędziach koloru oliwkowego. Tęczówki ciemnorude, dziób czarniawy, nogi szare. Samica nie posiada wyrostków na bokach gardła, górne części skrzydeł bardziej brązowe, klatka piersiowa jest koloru oliwkowego. Tęczówki u samicy są lekko brązowe, a dziób szary. U osobników młodocianych górne części ciała koloru kasztanowatego, jak również sterówki, pokrywy skrzydeł oraz lotki, klatka piersiowa koloru szarawego.

## Ekologia
Koralniczek zamieszkuje lasy i przyległe do nich obszary o gęstym odroście, głównie na wysokości 1950–2850 m n.p.m., lokalnie w południowo-wschodniej części swojego występowania do 1250 m n.p.m. Przypuszczalnie prowadzi osiadły tryb życia.
Żywi się głównie owadami. Pokarm zdobywa w podszycie do wysokości 10 m, szczególnie w gąszczach pnącego bambusa. Zbiera ofiarę z powierzchni gałęzi, zwłaszcza z tych obumarłych i suchych. Usuwa korę poprzez jej odłupywanie i zdejmowanie, grzebiąc mocno w korze i mchu. Często podczas zdobywania pokarmu łączy się z innymi gatunkami o tych samych preferencjach żywieniowych.
Osobniki młodociane były widywane w maju i pod koniec czerwca, samice będące w gotowości do rozrodu w lipcu, okres rozrodczy przypada na pory suche i mokre. Odnotowano inkubację jaj przez samców, rola samic nieznana, ale przypuszczalnie również uczestniczą w wysiadywaniu. Liczba składanych jaj, wylęg i wychowanie młodych nieznane.

## Status i ochrona
W Czerwonej księdze gatunków zagrożonych Międzynarodowej Unii Ochrony Przyrody koralniczek został zaliczony do kategorii LC (najmniejszej troski). Wielkość populacji nie jest znana, ale ptak ten opisywany jest jako zazwyczaj rzadki, lokalnie w południowo-wschodniej części zasięgu dość pospolity. BirdLife International uznaje trend liczebności populacji za spadkowy ze względu na utratę siedlisk leśnych.